# Jaroslav Stránský
Jaroslav Stránský (15. ledna 1884 Brno – 13. srpna 1973 Londýn) byl český a československý prvorepublikový i poválečný politik, novinář a právník. Za druhé světové války i po roce 1948 působil v československém exilu.

## Život

### Mládí
Jeho otcem byl zakladatel Lidových novin Adolf Stránský. Absolvoval klasické gymnázium v Brně, poté studoval na Právnické fakultě Univerzity Karlovy v Praze, kde roku 1907 získal titul doktora práv. Po absolvování pražských práv a dalším studiu na berlínské univerzitě se věnoval nejen právní praxi, ale také novinářství a politické činnosti.

### Meziválečné období
Po vzniku Československa spoluzakládal Československou národní demokracii a v letech 1918–1920 za ni zasedal v Revolučním národním shromáždění. V parlamentních volbách v roce 1920 pak za národní demokraty získal poslanecké křeslo v Národního shromáždění ČSR. S její protihradní politikou později však nesouhlasil a v roce 1921 ze strany vystoupil a složil poslanecký mandát. Do parlamentu místo něj nastoupila jako náhradnice Josefa Rosolová. Ve stejném roce se habilitoval v oboru trestního práva a řízení na brněnské právnické fakultě.
V roce 1925 se podílel na vzniku Národní strany práce, která ale v parlamentních volbách v roce 1925 neuspěla a její členové později přešli do Československé strany národně socialistické. Za ni Stránský úspěšně kandidoval v parlamentních volbách v roce 1929 a opět v parlamentních volbách v roce 1935. Poslanecký post zastával do prosince 1938, kdy na mandát rezignoval a místo něj nastoupil Bohuslav Luža.
V meziválečné době od otce převzal vydavatelství Lidových novin. Vlastnil brněnskou tiskárnu Polygrafia a v roce 1928 převzal nakladatelství Fr. Borový. Udržoval rozsáhlé politické a kulturní styky a byl také činný jako vysokoškolský učitel, od roku 1934 jako mimořádný profesor na Masarykově univerzitě v Brně. Kvůli svému židovskému původu byl ale nucen právnickou fakultu roku 1939 opustit, vrátil se na ni (byť částečně jen formálně kvůli angažmá ve vládě) až po roce 1945.

### Druhá světová válka
V roce 1938 byl zásadním odpůrcem mnichovské kapitulace a odešel do exilu ve Velké Británii. Zde byl členem exilové vlády v letech 1940–1945 a jako ministr spravedlnosti připravoval poválečné retribuční zákony. Stal se také populárním jako komentátor českého vysílání BBC.
Jako předseda národně socialistické strany v exilu se v březnu 1945 účastnil moskevských jednání, na nichž byly přijaty zásady budování poválečného „lidově demokratického“ státu.

### Poválečné období
V letech 1945–1946 byl poslancem Prozatímního Národního shromáždění za národní socialisty. V parlamentu setrval až do parlamentních voleb v roce 1946, pak se stal poslancem Ústavodárného Národního shromáždění za národní socialisty. V parlamentu zasedal formálně až do voleb do Národního shromáždění roku 1948.
Zastával i vládní posty. V první vládě Zdeňka Fierlingera byl v roce 1945 ministrem spravedlnosti. V druhé vládě Zdeňka Fierlingera zastával v letech 1945–1946 post náměstka předsedy vlády (vicepremiéra). V první vládě Klementa Gottwalda měl v letech 1946–1948 funkci ministra školství. Byl členem předsednictva ČSNS a patřil k jejímu úzkému vedení.

### Emigrace
Po únorovém převratu v roce 1948 musel mj. z rozhodnutí akčního výboru opustit právnickou fakultu. Odešel do zahraničí, kam odešel i jeho syn Jan Stránský (1913–1998), který se rovněž angažoval v politice, byl poslancem za národní socialisty a novinářem.
Jaroslav Stránský působil v Radě svobodného Československa a jiných exilových organizacích. Spolupracoval s československým vysíláním BBC a rozhlasem Svobodná Evropa. Vydával historické a politické studie o nejnovějších dějinách Československa.

## Dílo
- Hovory k domovu. 1. vyd. Praha: Fr. Borový, 1945. 502 s.